# Netha FC Herentals
Netha FC Herentals was een Belgische voetbalclub uit Herentals. De club was aangesloten bij de KBVB met stamnummer 408. De club speelde enkele jaren in de nationale reeksen, maar verdween tijdens de Tweede Wereldoorlog.

## Geschiedenis
In Herentals was na de Eerste Wereldoorlog al Herentalsche SK opgericht, dat zich aansloot bij de Belgische Voetbalbond. In 1924 ontstond in de stad nog een club, Netha Football Club Herentals, die zich noemde naar de Kleine Nete die door de stad stroomt. Men sloot zich eveneens aan bij de Belgische Voetbalbond en ging er in de regionale reeksen spelen. Bij de invoering van de stamnummers in 1926 kreeg men nummer 408 toegekend.
In 1935 promoveerde Netha Herentals voor het eerst naar de nationale bevorderingsreeksen, in die tijd het derde niveau. Men kon er zich het eerste seizoen handhaven in de middenmoot en eindigde er als achtste, een plaats boven stadsgenoot SK. De club bleef er vier seizoenen spelen. De laatste seizoenen waren de rollen tussen de twee Herentalse clubs omgekeerd en eindigde Netha als laagste. Op het eind van de jaren 30 vielen de competities stil wegens de Tweede Wereldoorlog.
In 1941 verdween de club in een officieuze fusie met Herentals SK. Netha diende zijn ontslag in en de leden trokken naar Herentals SK, dat verder speelde als FC Herentals onder stamnummer 97. Stamnummer 408 verdween definitief.